# NGC 2492
NGC 2492 (другие обозначения — UGC 4138, MCG 5-19-28, ZWG 148.80, PGC 22397) — линзовидная галактика в созвездии Близнецов. Открыта Джоном Гершелем в 1822 году.
Галактика удалена на 98 мегапарсек от Млечного Пути, её абсолютная звёздная величина в полосе K составляет −25,36m.
Этот объект входит в число перечисленных в оригинальной редакции «Нового общего каталога».